# Ueshiba Morihei

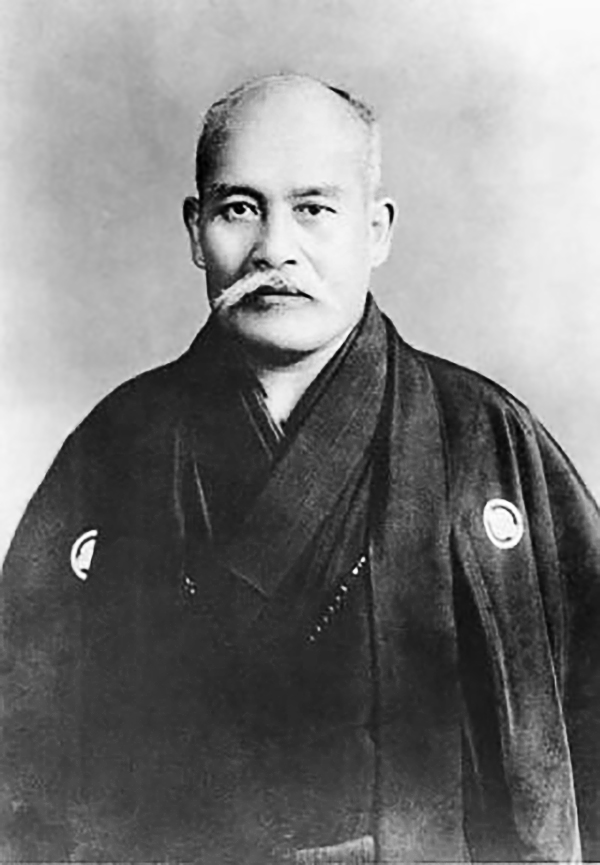
Ueshiba Morihei als Mittfünfziger

Ueshiba Morihei (japanisch 植芝 盛平; * 14. Dezember 1883 in Nishinotani, Nishimuro-gun (heute Tanabe), Präfektur Wakayama; † 26. April 1969 in Iwama) war der Begründer der modernen japanischen Kampfkunst Aikidō.

## Name
Von Aikidōka wird er häufig Ō Sensei (翁先生) genannt, was so viel wie Altmeister bzw. altehrwürdiger Lehrer bedeutet. Dieser Titel wurde allerdings vor allem im gesprochenen Japanisch verwendet. Dadurch kam es zu einer anderen Interpretation von Ō sensei als 大先生, also großer Meister, die heute im Westen vorherrschend ist und teilweise auch in Japan Verwendung findet.

## Kindheit und Jugend
Er war das vierte Kind und ältester Sohn einer wohlhabenden Familie. Der Vater Ueshiba Yoroku war ein angesehener Bauer und seine Mutter Itokawa Yuki stammte aus einer adligen, landbesitzenden Familie.
Mit ungefähr sieben Jahren studierte Ueshiba auf Geheiß seines Vaters konfuzianische Klassiker und buddhistische Schriften. Sein Vater unterwies ihn in Sumō und Schwimmen.
Ueshiba absolvierte die höhere Grundschule in Tanabe und ging anschließend im Alter von siebzehn Jahren auf die Mittelschule, die er allerdings nicht lange besuchte und sich stattdessen entschloss, die Yoshida-Handelsschule zu besuchen.

## Tätigkeit als Händler und Beginn des Kampfstudiums
1902 schied er aus der lokalen Steuerbehörde aus, bei der er seinen Dienst während seines Schulbesuchs aufnahm, und ging nach Tokio, wo er als Händler ein Geschäft für Schreibwaren und Schulbedarf im Handelsviertel von Nihombashi betrieb. Zur selben Zeit begann er mit dem Kampfstudium des traditionellem Jūjutsu und Kenjutsu; wegen einer Beriberi-Erkrankung musste er dies jedoch abbrechen und nach Tanabe zurückkehren. Dort heiratete er sehr bald Itokawa Hatsu (* 1881). 1903 trat Ueshiba Morihei als Freiwilliger der Armee in Osaka bei und nahm wenige Jahre später am Russisch-Japanischen Krieg teil.
Nachdem er wegen seiner Tapferkeit und seines Muts auf dem Schlachtfeld zum Feldwebel befördert worden war, schickte man Ueshiba auf Heimaturlaub. Diesen nutzte er, um im Nakai Masakatsu Dōjō den Gotō-Stil des Yagyū-ryū Jūjutsu zu erlernen.
1907 entließ ihn die Armee. Er kehrte nach Tanabe zurück, wo er auf dem Hof der Familie Ueshiba arbeitete. Zugleich engagierte Ueshiba Yoroku den Jūdōka Takagi Kiyo'ichi, um Morihei in der eigens zum Dōjō umgebauten Scheune unterrichten zu lassen.
1912 nahm Ueshiba Morihei an einem Programm der Regierung teil und siedelte mit weiteren Mitstreitern auf den nördlichen Teil der Insel Hokkaidō um. Ueshiba setzte sich neben seiner Betätigung als Landwirt in den kommenden Jahren für die sozialen Lebensumstände wie verbesserte Wohnbedingungen und die Bildung einer Grundschule in der Siedlung ein. Während dieser Zeit lernte er den Daitō-ryū Aiki-jūjutsu-Meister Takeda Sōkaku kennen, bei dem er nach intensivem Training sein Daitō-ryū-Jūjutsu-Diplom erlangte.

## Ueshiba-Akademie
Ueshiba Morihei pflegte Freundschaft zu Deguchi Onisaburō, dem Mitbegründer der religiösen Ōmoto-kyō-Sekte. Besonders nach dem Tod seines Vaters am 2. Januar 1920 ließ er sich von Deguchi auf der Suche nach spirituellem Leben leiten. Ueshiba zog zu Deguchi nach Ayabe, wo Deguchi ihn beim Bau eines Dōjōs unterstützte, das als Ursprung für die Ueshiba-Akademie dienen sollte. Zuerst unterrichtete Ueshiba nur die Anhänger der Ōmoto-kyō-Sekte. Nach einiger Zeit sprach sich herum, dass ein außerordentlicher Budō-Meister in Ayabe unterrichte. Somit schrieben sich immer mehr Leute, die nicht der Sekte angehörten, in der Akademie ein.
Ungefähr 1921 nach dem ersten Ōmoto-Vorfall, bei dem Deguchi und weitere Sekten-Anhänger festgenommen wurden, begann Ueshiba seine Übungen mehr spirituell zu gestalten. Er wich immer mehr vom klassischen Stil des Yagyu-ryū und Daitō-ryū ab und entwickelte auf der Basis bewährter Prinzipien seinen eigenen Stil. Offiziell nannte er diesen Stil Aiki-Bujutsu. In der Bevölkerung war er aber als Ueshiba-ryū Aiki-Bujutsu bekannt.

## Verfeinerung der Kampfkunst
Von dem Zeitpunkt an verfeinerte Ueshiba Morihei seine Kampfkunst bis zu seinem Tode. Die spirituelle Entwicklung trat dabei immer mehr in den Vordergrund und wirkte sich auch auf die Techniken aus, was nicht zuletzt auf diverse einschneidende Erlebnisse zurückzuführen ist. Im Frühling 1925 habe Ueshiba nach einem Kampf, während dessen er die Bewegungen des Gegners vorhersehen konnte, eine Erleuchtung erfahren, über die sein Sohn Kisshōmaru berichtet: „Plötzlich hatte er das Gefühl, in goldenem Licht zu baden, das sich vom Himmel über ihn ergoss“ und ihm wurde „die Einheit des Universums mit dem eigenen Selbst klar, und er verstand der Reihe nach die anderen Prinzipien, auf denen das Aikidō basiert.“ Er änderte den Namen von Aiki-Bujutsu in Aiki-Budō, da das Dō auf in der Kampfkunst enthaltene philosophische Prinzipien hinweist. Ende der 1920er-Jahre hielt Ueshiba Kampfkunstkurse in Tokio ab, wo er in den 1930er-Jahren das Kobukan-Dōjō unterhielt. Mit der Beteiligung Japans am Zweiten Weltkrieg zog sich Ueshiba nach Iwama zurück, wo er sich wieder dem Landbau zuwandte und ein weiteres Dōjō eröffnete. Um 1941 fand der Name Aikidō erstmals Erwähnung.

## Harmonie und Liebe als Mittel
Nach seinem letzten Kriegseinsatz in der Mandschurei entwickelte sich Ueshiba Morihei zu einem sehr friedfertigen Menschen. Eine Haltung, die auch in die Philosophie des Aikidō einfloss. 1961 besuchte Ueshiba Morihei auf Einladung Hawaii und sagte, dass er nach Hawaii gekommen sei, um eine „silberne Brücke“ zu bauen. Er sehe die im Aikidō enthaltene Harmonie und Liebe als ein Mittel, die Menschen der Welt zu vereinen.